# اوله پستریاکوف
اوله پستریاکوف (اوکراینی: Олег Ігорович Пестряков؛ زادهٔ ۵ اوت ۱۹۷۴) بازیکن فوتبال اهل اوکراین است.
از باشگاه‌هایی که در آن بازی کرده‌است می‌توان به باشگاه فوتبال متالورگ زاپروژیا، باشگاه فوتبال زسکا مسکو، باشگاه فوتبال آرسنال کی‌یف، باشگاه فوتبال اسپارتاک مسکو، باشگاه فوتبال تاوریا سیمفروپول، باشگاه فوتبال شاختار دونتسک، و باشگاه فوتبال روستوف اشاره کرد.